# Subskription
|  | Denne artikel omhandler subskription på bøger. For subskription på aviser og tidsskrifter se abonnement. |
Subskription er i bogverdenen det fænomen, at købere uden forudbetaling kan bestille annoncerede bøger.
Oprindelsen til subskriptionen er ikke kendt, men den har som den lignede prænumeration   eksisteret siden 1700-tallet. I modsætning til prænumeration behøvede købere ikke at forudbetale det bestilte værk. 
Subskription i Danmark blev først udbredt i 1800-tallet, da de danske forlæggere nåede en sådan størrelse og kapital, at det ikke var nødvendigt med forskud til trykningen af bøger. I begyndelsen af 1800-tallet var det ikke unormalt, at en forfatter eller forlægger kunne annoncere, at en bog ville blive solgt med halvdelen som prænumeration og halvdelen som subskription ved udgivelsen. I modsætning til prænumerationen blev subskriptionstagernes navne ikke altid trykt i bøgerne. I Johan Herman Wessels Samlede Skrifter 1787 er trykt lang liste med subskribenter.
Fænomenet bestod langt ind i 1900-tallet, hvor forlagene kunne tilbyde subskribenterne større værker hæftevis, efterhånden som de blev trykt, billigere end bogladeprisen. I Den fuldkomne Fisker,København 1943, er en trykt liste med de 1000, der har sikret bogens udgivelse.
I dag eksisterer fænomenet fortrinsvis i forbindelse med akademiske festskrifter, hvor kollegaer til den hædrede kan tilmelde sig og sikre udgivelse, og hvor den trykte liste i  værket fungerer mere som en gratulantliste end en egentlig subskribentliste.
Mange litterære selskaber bringer fortsat lister over mæcener, der har sikret trykningen af en bog.